# Boek van Mohammeds Ladder
Het Boek van Mohammeds Ladder (Neolatijn: Liber Scalæ Machometi, Oudfrans: Livre de l'Eschiele Mahomet) is een 13e-eeuws boek over de Nachtreis van Mohammed. Het anonieme, eschatologische werk beschrijft hoe de profeet, nadat hij in een nacht op de gevleugelde Buraq van Mekka naar de Verste Moskee (Jeruzalem) was gereisd (Isra), in het gezelschap van de engel Gabriël hemel en hel bezoekt. 
Het Boek van Mohammeds Ladder werd pas in 1949 herontdekt in middeleeuwse handschriften en zou een grote invloed hebben gehad op Dante's Goddelijke Komedie. Volgens de inleiding is het een vertaling uit het Arabisch via het Spaans. Het Arabische origineel is niet teruggevonden, maar in de islamitische wereld zijn wel andere versies bekend van 'Opstijgingsboeken' (kitāb al-miʿrāj, كتاب المعراج). Anders dan in de traditionele versie klimt Mohammed op een gouden ladder naar de hemel.

## Geschiedenis
Het thema gaat terug op de mysterieuze Soera De Nachtreis, zoals uitgewerkt in latere Hadith en bij de 8e-eeuwse Ibn Ishaq. Dit islamitische verhaal heeft op zijn beurt wortels in de Gnostische Openbaring van Paulus.
Het Boek van Mohammeds Ladder is gekend uit drie manuscripten, twee Neolatijnse en een Oudfrans, die eind jaren 40 op spectaculaire wijze zijn herontdekt op aangeven van Ugo Monneret de Villard (1881-1954). Het Arabische origineel is verloren gegaan alsook de Spaanse versie waarop de vertalingen zich baseerden. De Latijnse vertaling, Liber Scalæ Machometi, is bewaard in het Vaticaan en in de Bibliothèque Nationale. De Franse tekst, Livre de l'Eschiele Mahomet, ligt in de Bodleian Library te Oxford. Volgens het voorwoord liet koning Alfons X van Castilië de Arabische tekst naar het Spaans vertalen door zijn joodse hofarts Abraham, wellicht de man die elders Abraham Alfaquim heet (van Al Hakim, de arts). Vervolgens gaf hij zijn notaris en klerk Bonaventura van Siena de opdracht om deze Escala de Mahoma om te zetten in het Latijn (1264) en nadien ook in het Frans. Voorts circuleerden er ook verschillende samenvattingen, waaronder deze van Pedro Pascual uit het einde van de 13e eeuw, opgenomen als onderdeel van zijn Sobre la seta mohametana.
Er is nogal gespeculeerd over de beweegredenen van de christenvorst Alfons de Wijze om een islamitische tekst te verspreiden. In de inleiding beweert Bonaventura dat hij wil dat men weet welke fouten en ongeloofwaardigheden Mohammed in het boek vertelt, zodat goede christenen meer gemak en behagen zouden scheppen in hun rechte leer en waarheid. Dit ideologische programma zet vraagtekens achter de authenticiteit en heeft sommige auteurs doen concluderen dat de tekst een joods-christelijke compilatie is die niet werkelijk teruggaat op een Arabische grondtekst. De tekst zelf biedt echter weinig houvast voor deze stelling. De meeste filologen zien geen reden om het bestaan van een Arabische grondtekst te betwijfelen.

## Auteur
De alfonsijnse vertalers zetten het boek op naam van Mohammed, die ook de verteller is. Het wordt soms verkeerdelijk toegeschreven aan Abu'l-Qasim 'Abdalkarîm bin Hawâzin bin 'Abdalmalik bin Talhah bin Muhammad al-Qushairî al-Nisaburi (998-1087 n.Chr. - Arabisch: أبو القاسم عبد الكريم بن هوازن بن عبد الملك بن طلحة بن محمد القشيري), die een oudere versie maakte van de Kitāb al-miʿrāj. Het moet beschouwd worden als een anoniem werk.

## Inhoud
In het eerste deel beklimmen Mohammed, Gabriel en Buraaq de uit edelstenen gemaakte hemeltrappen. Achtereenvolgens betreden ze de acht hemelen, telkens na zich bekend te hebben gemaakt aan de poortwachter:
- In de eerste, ijzeren hemel (Heden) ontmoeten ze Jezus en Johannes de Doper.
- In de tweede, koperen hemel (Daralgedel) ontmoeten ze Jozef.
- In de derde, zilveren hemel (Daralzelem) ontmoeten ze Enoch en Elia.
- In de vierde, gouden hemel (Genet halmauz) ontmoeten ze Aäron.
- In de vijfde, paarlen hemel (Genet halkode) ontmoeten ze Mozes.
- In de zesde, smaragden hemel (Genet halfarduz) ontmoeten ze Abraham.
- In de zevende, robijnen hemel (Genet hanaym) ontmoeten ze Adam.
- In de achtste, topazen hemel horen ze Allahs stem van achter de voorhang. Hij vraagt om zestig dagen per jaar te vasten en vijftig keer per dag te bidden, maar neemt uiteindelijk genoegen met dertig dagen vasten en vijf keer bidden.

In het tweede deel krijgt Mohammed ook de hel te zien zodat hij erover kan vertellen aan zijn mensen. Eerst gaan ze naar de zeven onderaardse landen en zeeën van vuur:
- In het eerste land, Aranka, waait een harde wind die op de Dag des Oordeels alle zondaars zal villen en verteren.
- In Halgelada worden zondaars gefolterd door giftige schorpioenen ter grootte van een muilezel.
- In Area krijgen de zondaars te maken met reusachtige hellebeesten.
- In Alhurba bijten zwarte slangen de zondaars met hun 18.000 giftanden.
- In Malca binden engelen zwavelstenen rond de nek van de zondaars en laten ze ontbranden.
- In Zahikika baden de zondaars in zeeën van het allerbitterste water, dat hen vernietigt als ze ervan drinken.
- In Hagib zit de gehoornde en geketende duivel, wachtend tot hij wordt losgelaten en de wereld ingestuurd.

Vervolgens krijgt Mohammed de eigenlijke hel te zien, die zeven boven elkaar gelegen poorten heeft. Voor elke poort staan een menigte duivels en mensen die helse pijnen lijden:
- Gehenna voor de vereerders van houten en metalen beelden.
- Lada voor de afvalligen.
- Halhatina voor mensen die op slechte wijze hun bezit vergaarden en die Gog en Magog worden genoemd.
- Halhazir voor dobbelaars en andere spelers die Allah vervloekten.
- Zakahar voor wie de juiste gebeden niet zegt en geen aalmoezen geeft.
- Halgahym voor wie niet gelooft in engelen en in de boodschappers van Allah.
- Halkehuya voor de bedriegers en vervalsers.

## Invloed
In 1919 schoof de grote Spaanse oriëntalist en priester Miguel Asin y Palacios een controversiële hypothese naar voren: Dante Alighieri zou voor zijn Goddelijke Komedie (1306-1321) inspiratie geput hebben uit 9e-eeuwse Arabische eschatologie. Bij het lezen van de mysticus Ibn Arabi waren hem frappante gelijkenissen opgevallen met het inferno van Dante: de cirkelvormige trappen, de wachters, de monsters, de contrapasso, de diepte die toeneemt met de ernst van de zonden, de bedriegers op het diepste niveau... Alleen kon Asín Palacios enkel speculeren over hoe Dante kennis had gekregen van deze Arabische literatuur. 
Daar kwam verandering in toen Ugo Monneret de Villard in een notitie wees op het bestaan van twee middeleeuwse manuscripten met de Franse en Latijnse vertalingen. Zijn spoor, dat hij door de oorlog niet kon opvolgen, werd uitgespit door Enrico Cerulli en José Muñoz Sendino, die hun bevindingen nagenoeg tegelijk publiceerden. De Italiaan en de Spanjaard waren het erover eens dat de Kitab al-Mi'raj al snel in Italië was terechtgekomen en gekend moet zijn geweest door Dante. Ze verschilden echter van mening over de draagwijdte van deze invloed. Niet betwist is dat zowel de "architectuur" als de allegorische boodschap (bv. de filosoof die niet mee kan in het paradijs) reeds in de Arabische teksten aanwezig waren.
Dante moet kennis hebben gekregen van het boek via zijn mentor Brunetto Latini. Die verbleef in 1259-60 in Toledo aan het hof van Alfons de Wijze. Hij kende er ongetwijfeld zijn landgenoot Bonaventura van Siena, die kort na 1264 zijn vertalingen van de Kitab al-Miraj publiceerde. Direct bewijs voor de overdracht ontbreekt echter.
De Kitab al-Miraj had ook op andere christelijke schrijvers een impact. Fazio degli Uberti haalt passages uit het boek aan in zijn gedicht Il Dittamondo, geschreven tussen 1350 en 1360 (Boek V, Canto XII, 82-102 en Canto XIII, 25-42). Tot de vijftiende eeuw bleef het een canonieke bron voor christelijke polemieken.

### Manuscripten
- Liber Scalæ Machometi (Vatic. lat. 4072)
- Liber Scale Machometi (Paris. lat. 6064, ff. 105v-126v)
- Livre de l'Eschiele Mahomet (Bodl. Laudensis Misc. 537[dode link])

### Moderne uitgaven
- (la)  Anna Longoni (red.), Il libro della scala di Maometto, 2013
- (it)  Il libro della Scala di Maometto, vertaald door Roberto Rossi Testa en becommentarieerd door Carlo Saccone, 2007, ISBN 8877106956
- (en)  The Prophet of Islam in Old French. The Romance of Muhammad and the Book of Muhammad's Ladder, vertaald door Reginald Hyatte, 1997
- (es)  Libro de la Escala de Mahoma, ingeleid door M.J. Viguera Molins en vertaald door J.L. Oliver Domingo, 1996
- (fr)  Le Livre de l'échelle de Mahomet, vertaald door Gisèle Besson en Michèle Brossard-Dandré, 1991
- Peter Wunderli (red.), Le Livre de l'Eschiele Mahomet. Die französische Fassung einer alfonsinischen Übersetzung, Bern, Francke, 1968

## Voetnoten
1. ↑  Asín speculeerde dat het ook kon teruggaan op De alchemie van het geluk van de mysticus Ibn Arabi, uit zijn Mekkaanse Revelaties (Al-futuhat al-makkiya).
2. ↑  I. Heullant-Donat en M.-A. Polo de Beaulieu, "Histoire d'une traduction" in: Le Livre de l'échelle de Mahomet, 1991, blz. 22
3. ↑  Sommigen betwisten dat de Franse vertaling van de hand van Bonaventura is: zie Jacques Monfrin, "Les sources arabes de la 'Divine Comédie' et la traduction française du 'Livre de l'Ascension de Mahomet'", in: BEC, deel CIX, 1951, blz. 277-290
4. ↑  por qe les gentz sachent la vie Mahomet et sa escience; et qe, quant il orront et conustrunt les abusions et les choses non creables qu’il conte en ce livre, la droite loi des Cristiens et la verité que est en lui si en serront plus seanz et plus delictables ad tenir et ad garder ad touz celx qui bons Cristiens sunt.
5. ↑  Ana Echevarria, Liber scalae Machometi, in: Christian-Muslim Relations. A Bibliographical History, vol. 4, 1200-1350, p. 425-428. Gearchiveerd op 6 juni 2023.
6. ↑  Miguel Asín Palacios, La Escatalógia musulmana en la Divina Comedia, 1919
7. ↑  Lo studio dell'Islam in Europa nel XII e nel XIII secolo, 1944, p. 53-54
8. ↑  Enrico Cerulli, Il 'Libro della Scala' e la questione delle fonti arabospagnole della Divina Commedia, 1949
9. ↑  José Muñoz Sendino, La Escala de Mahoma. Traduccion del Arabe al Castellano, Latin y Frances, ordenado por Alfonso X el Sabio, 1949
10. ↑  Carlo Saccone, Il libro della Scala di Maometto, 1991
11. ↑  Maria Corti, Dante and Islamic Culture, in: Jan M. Ziolkowski (red.), Dante and Islam, 2003, p. 45-64 (origineel: "Dante e la cultura islamica", in: Per correr miglior acque..., 2001). Gearchiveerd op 6 juni 2023.